# Champdieu
Champdieu ist eine französische Gemeinde mit 2.035 Einwohnern (Stand: 1. Januar 2022) im Département Loire in der Region Auvergne-Rhône-Alpes. Die Gemeinde gehört zum Arrondissement Montbrison und zum Kanton Boën-sur-Lignon (bis 2015: Kanton Montbrison). Die Bewohner werden Champdiolats und Champdiolates genannt.
Die Gemeinde erhielt 2022 die Auszeichnung „Zwei Blumen“, die vom Conseil national des villes et villages fleuris (CNVVF) im Rahmen des jährlichen Wettbewerbs der blumengeschmückten Städte und Dörfer verliehen wird.

## Geographie
Champdieu liegt etwa 35 Kilometer nordwestlich von Saint-Étienne und 62 Kilometer westsüdwestlich von Lyon in der Landschaft Forez. Der Canal du Forez und der Ruillat durchqueren die Gemeinde. An der nördlichen Gemeindegrenze verläuft das Flüsschen Pralong. Umgeben wird Champdieu von den Nachbargemeinden Pralong im Norden und Nordwesten, Chalain-d’Uzore im Norden und Nordosten, Saint-Paul-d’Uzore im Osten und Nordosten, Savigneux im Osten und Südosten, Montbrison im Süden, Essertines-en-Châtelneuf im Südwesten sowie Châtelneuf im Westen.

## Bevölkerungsentwicklung
| Jahr                       | 1962 | 1968 | 1975 | 1982 | 1990 | 1999 | 2006 | 2017 |
| -------------------------- | ---- | ---- | ---- | ---- | ---- | ---- | ---- | ---- |
| Einwohner                  | 882  | 858  | 1120 | 1291 | 1355 | 1471 | 1608 | 1919 |
| Quellen: Cassini und INSEE |      |      |      |      |      |      |      |      |

## Sehenswürdigkeiten
- Pfarrkirche Saint-Sébastien-et-Saint-Domnin, Kirche der ehemaligen Priorei
- Ehemalige Priorei der Benediktiner, älteste Gebäude aus dem ausgehenden 11. Jahrhundert, Befestigung im 14. Jahrhundert, Erweiterungen im 15. Jahrhundert, Kirche seit 1886 als Monument historique klassifiziert, Priorei seit 1914
- Schloss Vaugirard aus dem frühen 17. Jahrhundert, seit 1970 in Teilen als Monument historique klassifiziert
- Nordtor aus dem 14. Jahrhundert, seit 1914 zusammen mit angrenzendem Turm als Monument historique klassifiziert

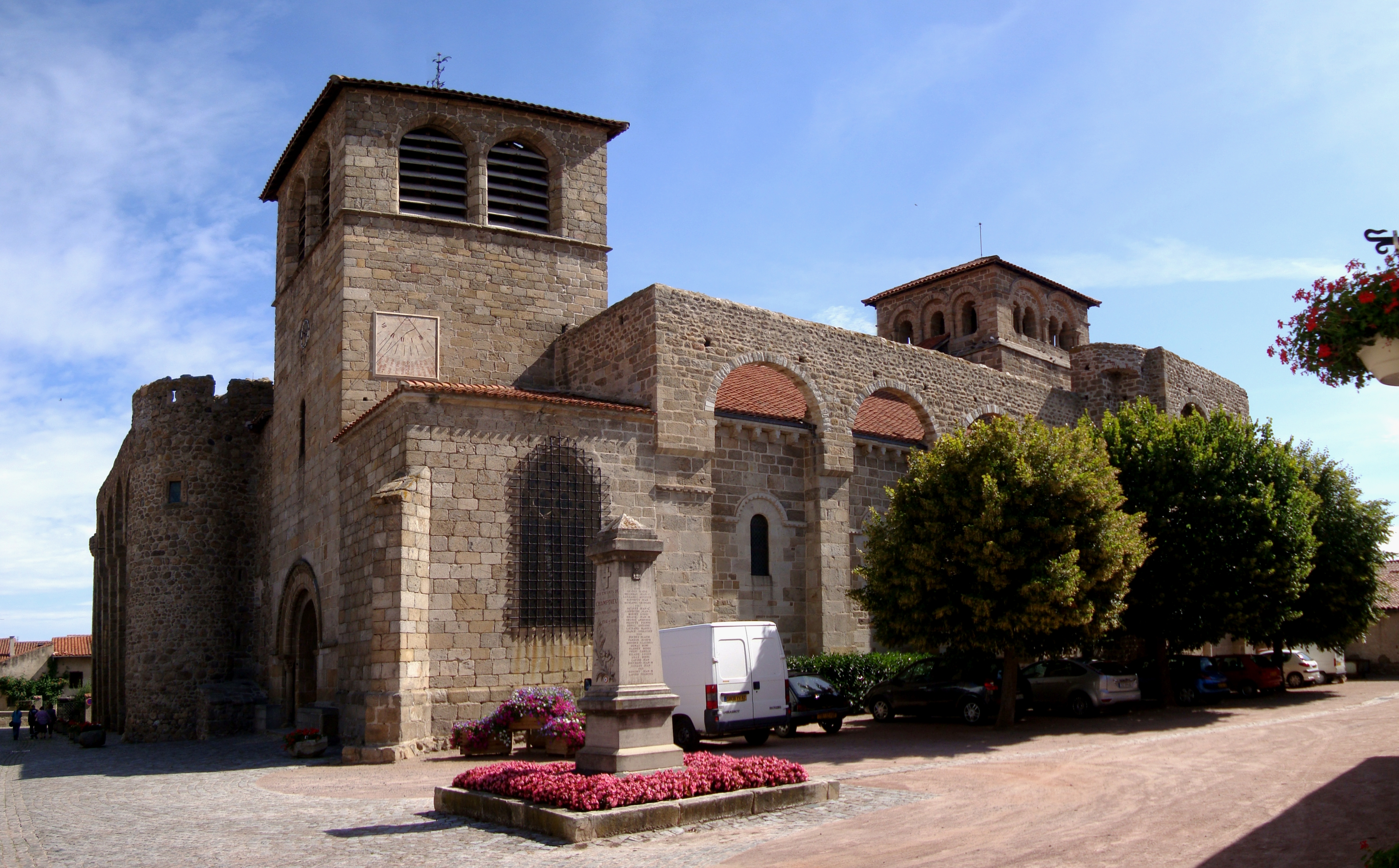
Kirche mit Priorei
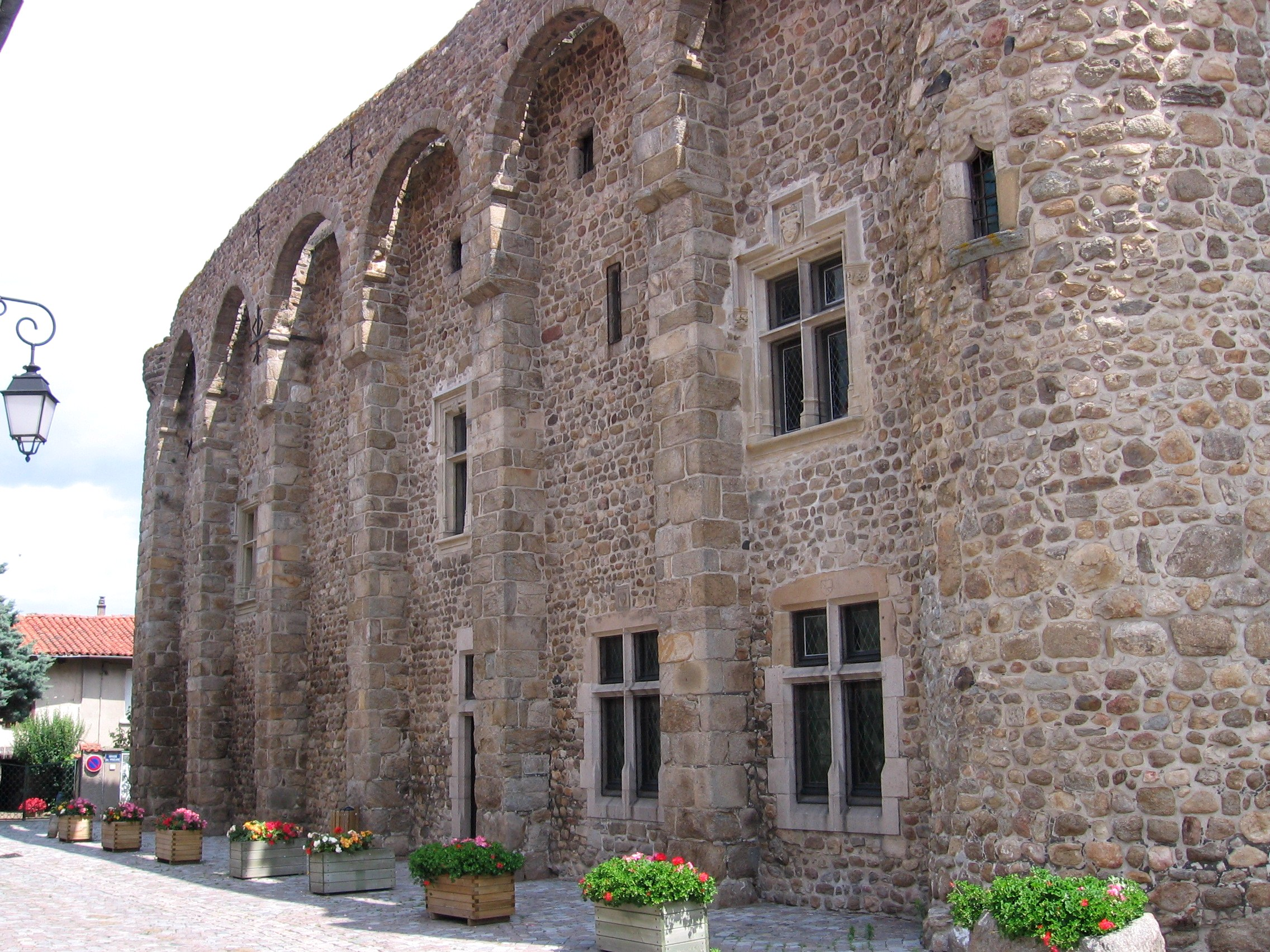
Priorei
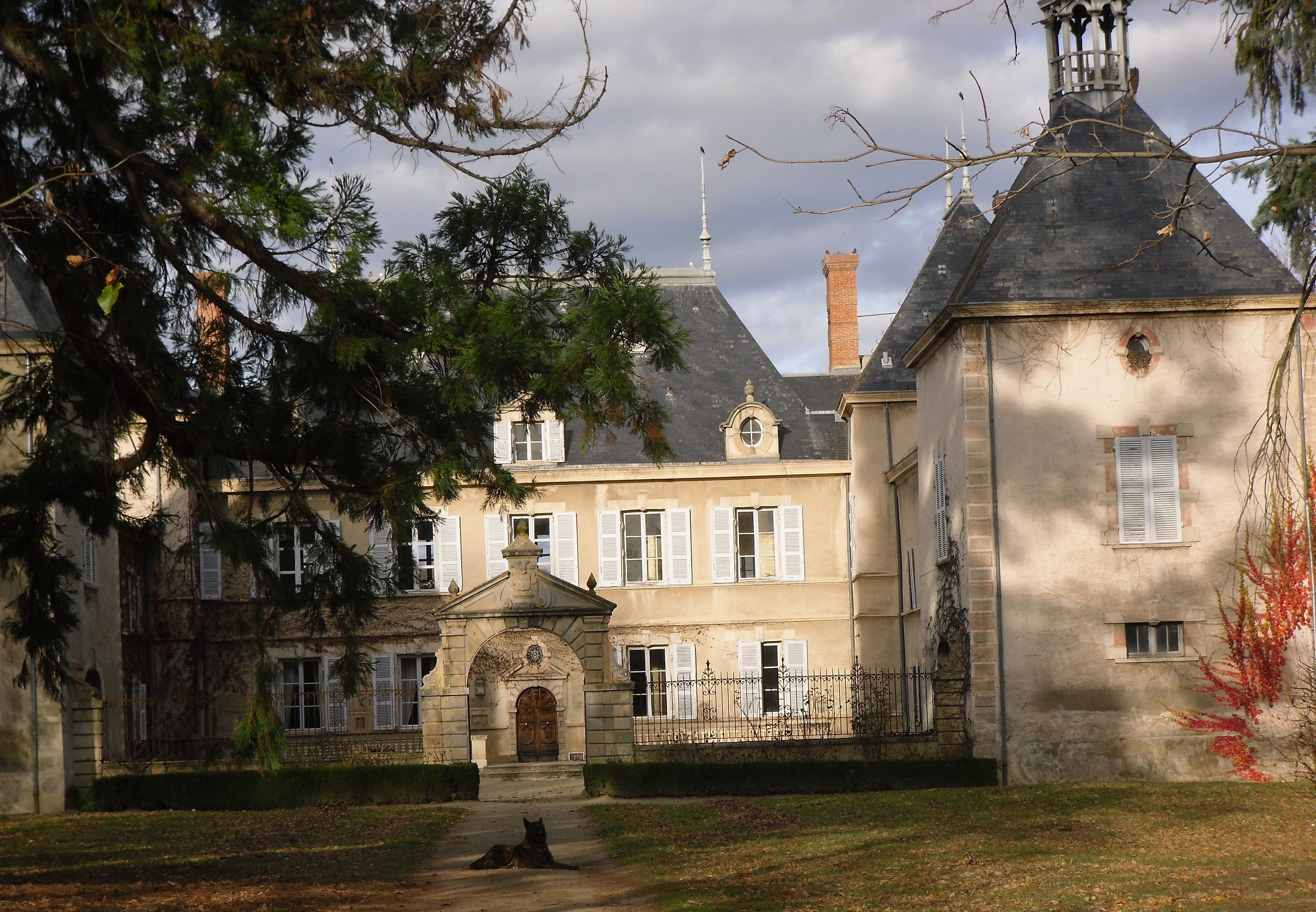
Schloss Vaugirard
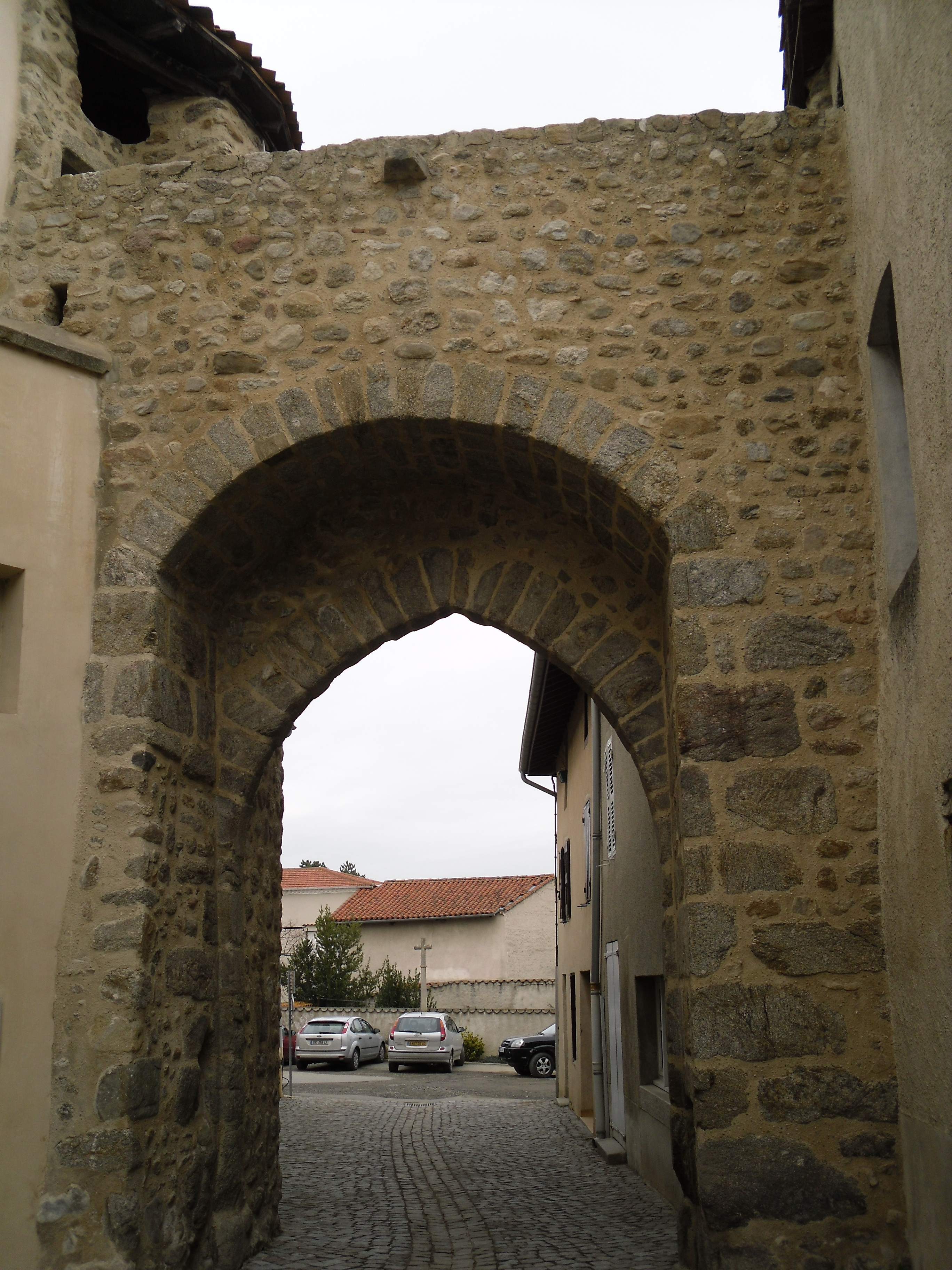
Nordtor